# Maya Le Clark
Maya Le Clark (San Diego, 28 maart 2011) is een Amerikaanse actrice, vooral bekend als het kleine zusje Chloë in de Amerikaanse comedyserie The Thundermans op de televisiezender Nickelodeon.

## Biografie
Maya Le Clark is geboren in San Diego (california, USA) op 28 maart, 2011. Maya is de jongste dochter van Jason Le Clark en Aimee Le Zakrewski Clark. Vanaf 2015 speelde Maya in de serie The Thundermans op de kinderzender Nickelodeon. Maya speelt als het jongste zusje van de familie Thunderman en heet Chloe Thunderman. Maya speelt ook nog in een paar kleinere rollen in andere series en films op Nickelodeon.

## Film en Televisie
| Jaar      | Naam                                       | Rol              |
| --------- | ------------------------------------------ | ---------------- |
| 2015-2018 | The Thundermans                            | Chloe Thunderman |
| 2015      | Nickelodeon's Ho Ho Holiday Special        | Maya Le Clark    |
| 2017      | Nickelodeon's Sizzling Summer Camp Special | Maya             |
| 2018      | Guardian Angel                             | Nicks nichtje    |
| 2018-2019 | Knight Squad                               | Brea             |
| 2024      | The Thundermans Return                     | Chloe Thunderman |
| 2025      | The Thundermans: Undercover                | Chloe Thunderman |